# Josef Ryšavý
Josef Ryšavý (6. ledna 1884, Stráž nad Nežárkou – 4. ledna 1967, Praha) byl profesor nižší a vyšší geodezie na Českém vysokém učení technickém v Praze. V akademickém roce 1947–1948 byl jeho rektorem.

## Život
Narodil se v rodině Josefa Ryšavého, hospodářského příručího na velkostatku ve Stráži nad Nežárkou, a jeho manželky Antonie, rozené Lintnerové. Z církve římskokatolické přestoupil k církvi československé v roce 1921. V matrice narozených dále dohledáni sourozenci Adolf (1882–???) a Františka (1887–???).
V roce 1910 byl Josef Ryšavý, tehdejší asistent na ČVUT v Praze, prohlášen doktorem věd technických.
Pro školní rok 1930/1931 byl zvolen děkanem na vysoké škole speciálních nauk při ČVUT.

## Spisy
- Praktická geometrie (Nižší geodesie), Praha : Česká matice technická, 1941
- Vyšší geodesie, Praha : Česká matice technická, 1947
- Nižší geodesie, Praha : Česká matice technická, 1949

## Ocenění
- Při příležitosti osmdesátých narozenin obdržel Řád práce.[2]
- Je po něm pojmenována ulice Ryšavého na Praze 4.